# Bol, Kroatien
Bol är en by på ön Brač i Kroatien. Bol är den viktigaste turistorten på Brač, särskilt känd för den rena stranden "Zlatni Rat" ("Gyllene Hornet"), som ser ut som en bergstopp uppifrån. Det tar ca 15-20 minuter att promenera från Bols hamn till Zlatni Rat. Det går även en båtlinje mellan stranden och centrum. Det finns 5 hotell i Bol, som ligger på bara på några minuters avstånd från stranden.
Promenaden mellan Bol och Zlatni Rat ligger precis vid strandkanten. Promenaden går under skuggande träd nästan hela promenaden. På vägen finns det ett antal kaféer och barer, och under säsongen bra lekplatser för barnen. Närmast byn finns det även en liten marknad. 
Bol är lämpligt för den som är intresserad av snorkling, dykning, vindsurfing och kitesurfing. Efter hela ön Bračs kustlinje många möjligheter till dykning och det finns många fler möjligheter utanför de närliggande öarna som Hvar.
Öarna Brač och Hvar ligger precis parallellt med varandra, så när det blåser upp eller ner längs Adriatiska havet trycks vinden ihop mellan öarna som i en vindtunnel, vilket ger goda förhållanden för både vindsurfing och kitesurfing. Det går dagligen utflykter till de närliggande öarna och turistmålen, och är man morgonpigg går det en katamaran direkt till Split på ca 55 minuter.

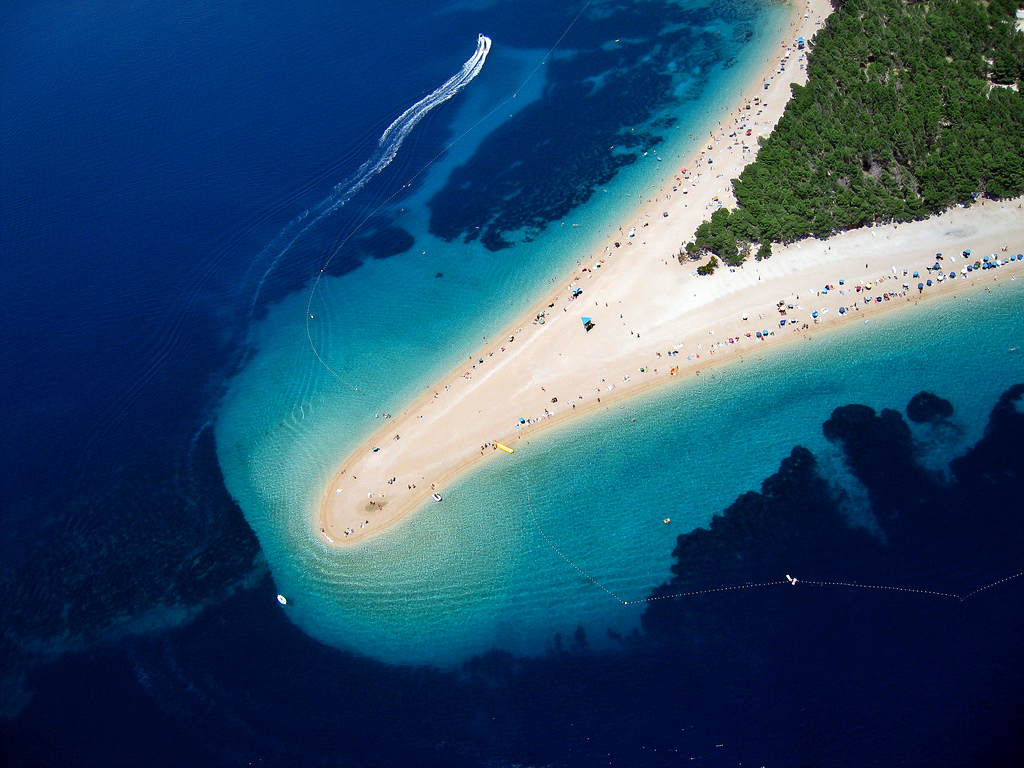
Stranden Zlatni Rat ovanifrån